# Прелленкірхен
Прелленкірхен (нім. Prellenkirchen) — ринкове містечко з 1671 жителем (станом на 1 січня 2023) в окрузі Брук-ан-дер-Лайта в Нижній Австрії.

## Географія

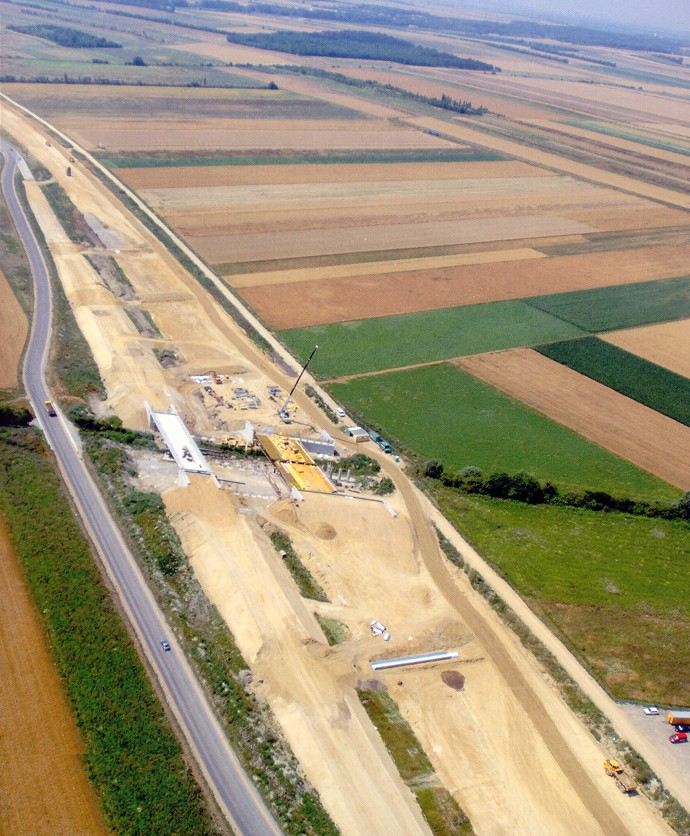
Ділянка Прелленкірхен на місці будівництва A6.

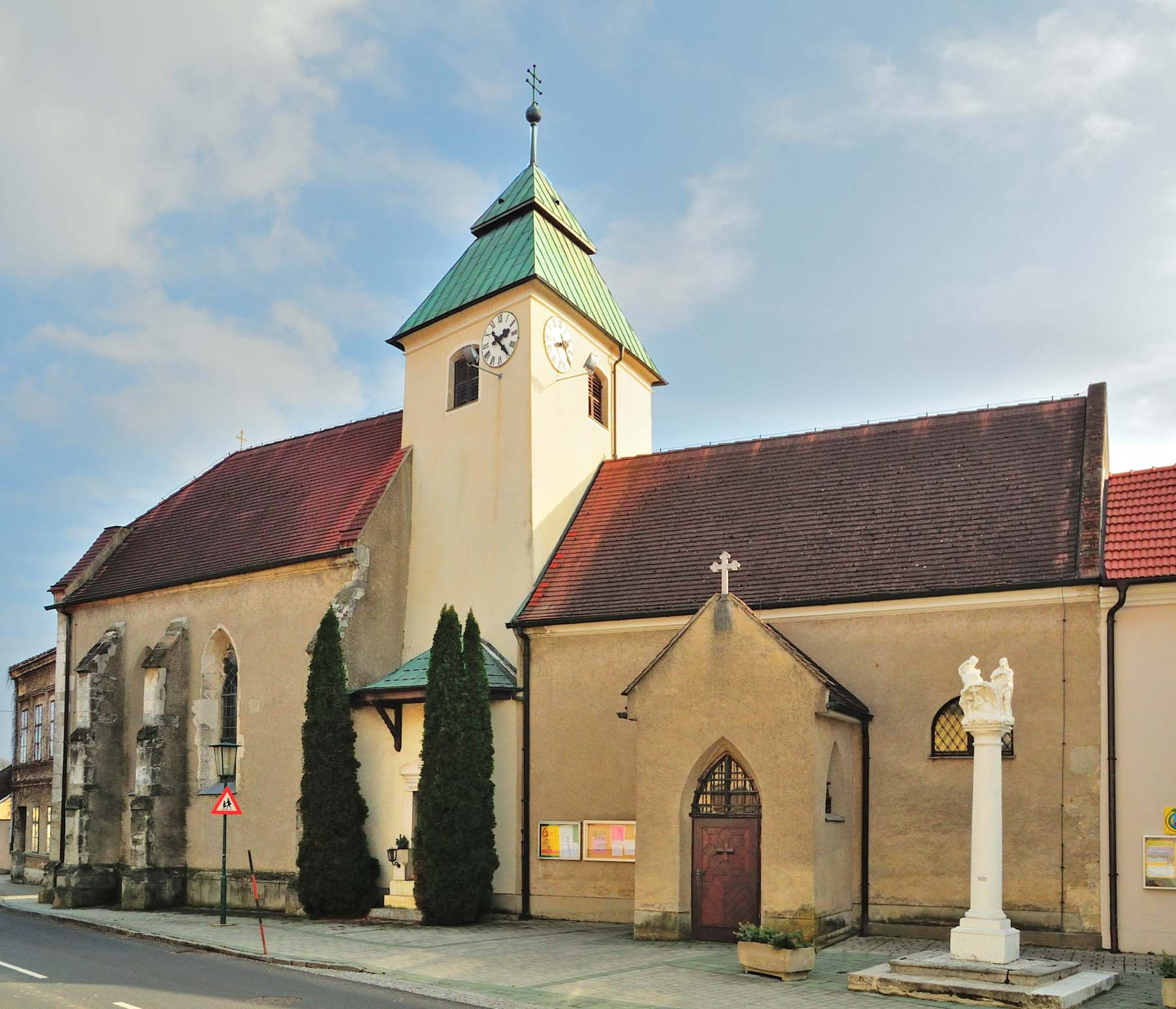
Парафіяльна церква Deutsch-Haslau

Прелленкірхен розташований у промисловому районі Нижньої Австрії. Кордон на південному заході утворює Лайта на висоті близько 140 метрів. На півночі земля піднімається до Штайнберга (288 м) і Шпітцерберга (302 м). Ринкове містечко займає 41,57 квадратних кілометрів, що робить його другим за величиною муніципалітетом в окрузі за площею. З площі 83 відсотки займають сільськогосподарські угіддя, по 2 відсотки займають сади та виноградники і 6 відсотків займають ліси.

## Конгрегаційна структура
Муніципальна територія включає чотири кадастрові громади або три місцевості (площа 2016; жителів: станом на 1 січня 2023):
- Дойч-Гаслау (703,91 га), Дойч-Гаслау (354 жителі)
- Прелленкірхен (2780,39 га, 1112 жителі)
- Шенабрунн (449.01 га, 205 жителів)
- Вангхайм (223,26 га)

При покращенні муніципальної структури, громади Прелленкірхен, Дойч-Гаслау та Шенабрунн були об’єднані в 1972 році, щоб сформувати більшу громаду Прелленкірхен.

## Історія
У давнину територія входила до складу провінції Паннонія.
У 1982 році, в рік 850-річчя Прелленкірхена, йому було присвоєно статус торгового міста.
В Прелленкірхені під час будівництва північно-східного автобану A6, був знайдений могильник ранньої бронзової доби, кельтське поселення. Також були знайдені останки періоду міграції на місці Прелленкірхен під час рятувальних розкопок Федеральним управлінням пам’яток у 2002-2003 роках.

## Населення
Завдяки сильній імміграції населення зростає з 2001 року.

## Економіка та інфраструктура
У 2001 році було 47 несільськогосподарських робочих місць, 130 сільськогосподарських і лісових підприємств згідно з обстеженням 1999 року. За переписом населення 2001 року чисельність працюючих за місцем проживання становила 556 осіб. Рівень участі у 2001 році становив 44 відсотки.